# Трстін
Трстін (словац. Trstín) — село, громада округу Трнава, Трнавський край. Кадастрова площа громади — 26.19 км².
Населення 1449 осіб (станом на 31 грудня 2020 року).

## Історія
Трстін згадується 1256 року.

## Населення
| Рік:            | 1994. | 2004.   | 2014.   | 2024.   |
| --------------- | ----- | ------- | ------- | ------- |
| Кількість осіб: | 1278  | 1313    | 1416    | 1369    |
| Різниця:        |       | +2,73 % | +7,84 % | -3,31 % |

| Рік:            | 2023. | 2024.   |
| --------------- | ----- | ------- |
| Кількість осіб: | 1372  | 1369    |
| Різниця:        |       | -0,21 % |